# L'erede (Pazzi)
L'erede è un romanzo dello scrittore italiano Roberto Pazzi pubblicato nel 2002.
Il libro ha vinto il Premio Maria Cristina ed è arrivato in finale al Premio Viareggio.

## Trama
Il libro si presenta sotto la forma di una lettera aperta scritta dall'anziano papa (che non viene mai nominato, ma che ha tutte le caratteristiche di Giovanni Paolo II) al suo successore, mentre sente venirgli meno le forze e approssimarsi il momento della morte.
Tra i vari temi toccati, ci sono gli incontri con personalità che l'hanno toccato particolarmente, come un anziano monaco buddhista thailandese, il Dalai Lama e Madre Teresa di Calcutta, i rapporti con la modernità, i mezzi di comunicazione, il sesso femminile, i potenti della terra. Progetta un'ultima fuga di soppiatto dal Vaticano con la collaborazione del suo segretario monsignor Windischgraetz, ma poi vi rinuncia.
Scrive inoltre di come si sia appassionato alla televisione italiana e di alcuni incontri inaspettati avvenuti nei giardini di Castelgandolfo, prima con due suore novizie dubbiose sulla loro vocazione e poi con il diavolo, apparsogli in forma umana per tentarlo.
L'anziano papa ha anche problemi all'udito e, malgrado la sua passione nel coltivare il rapporto con i giovani, deve fare i conti col decadimento fisico mandando un videomessaggio alla Giornata Mondiale della Gioventù senza poter partecipare di persona.
Tra gli ultimi atti che vengono citati vi sono l'incontro col confessore Calligari, abate di San Paolo fuori le mura, deceduto poco tempo dopo, e l'indizione di un nuovo concistoro per riempire i posti vacanti del collegio cardinalizio in vista del nuovo conclave.

## Opere correlate
I cardinali Veronelli, Ugamwa e Stelypin, citati nel presente romanzo, appaiono come personaggi anche in Conclave, dello stesso autore. Poiché in Conclave, pubblicato precedentemente, sono narrati eventi successivi (per l'appunto il conclave per l'elezione del nuovo papa), L'erede si configura come un suo prologo, malgrado vi siano differenze soprattutto dal punto di vista stilistico, con l'assenza degli elementi grotteschi e satirici di cui Conclave è impregnato.

## Edizioni
- Roberto Pazzi, L'erede, collana Narrativa, Milano, Frassinelli, 2002, ISBN 8876846972.
- Roberto Pazzi, L'erede, collana Tascabili Bompiani, n. 1244, Milano, Bompiani, 2013, ISBN 9788845274275.